# Майер, Брэд
Брэд Майер (род. 11 апреля 1967 года, Дейтон, штат Огайо) — хоккейный арбитр, судья НХЛ, носит форму с номером 34

## Карьера

### Первые шаги в карьере
Его первым международным турниром в карьере стал МЧМ-1995 по хоккею.
Первым олимпийским хоккейным турниром стал хоккейный турнир в Нагано 1998 года.

### НХЛ
Первый матч в НХЛ отсудил в сезоне 1999/2000. Всего отработал в качестве арбитра на более 800 матчах регулярного чемпионата и плей-офф НХЛ.
В январе 2009 года был выбран для судейства 57-го матча всех звезд НХЛ.
16 апреля 2022 года завершил свою карьеру арбитра в НХЛ.

### Скандал на матче Россия — США
Судил матчи хоккейного олимпийского турнира в Сочи 2014 года. Обслуживал встречу группового этапа между сборными США и России проходивший 15 февраля. При счёте 2:2 после видеопросмотра не засчитал гол защитника российской сборной Фёдора Тютина. Видеоповтор показал, что до момента гола ворота, которые защищал вратарь американцев Джонатан Куик были сдвинуты; по хоккейным правилам такой гол не должен быть засчитан. Встреча перешла в овертайм, который не выявил победителя. В серии буллитов сборная США одержала победу со счетом 3:2.
После игры ряд хоккейных экспертов раскритиковали ИИХФ за назначение американского судьи на матч с участием сборной США и обвинили Майера в ангажированности.